# Arthur Radcliffe Boswell

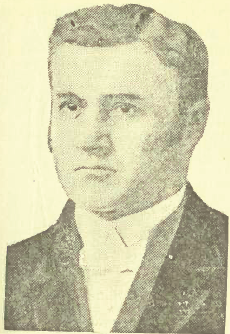
Arthur Radcliffe Boswell

Arthur Radcliffe Boswell (* 3. Januar 1838 in Cobourg, Ontario; † 16. Mai 1925) war ein kanadischer Rechtsanwalt, Politiker und 24. Bürgermeister von Toronto.
Boswell studierte in Toronto Rechtswissenschaften und erhielt 1865 seine Anwaltszulassung. Er war zweimal Präsident der öffentlichen Bibliothek. 1877 wurde er in den Stadtrat gewählt und 1883 zum Bürgermeister gewählt. Das Amt hatte er von Januar 1883 bis Januar 1885 inne. 1911 wurde er zum Aufsichtsrat einer Versicherungsgesellschaft und zum Rechtspfleger einer Leihgesellschaft ernannt.